# محمد يوسف كالا
مُحمد يُوسُف كالا (بالإندونيسية: Muhammad Jusuf Kalla)‏ هو نائب رئيس الجمهورية الإندونيسية الحالي. حيث فاز بالانتخابات في يوليو 2014، أقسم اليمين في 20 أكتوبر 2014.